# Ceratizit-WNT Pro Cycling Team/Saison 2024
Diese Liste beschreibt die Mannschaft und die Siege des Radsportteams Ceratizit-WNT Pro Cycling in der Saison 2024.

## Mannschaft
| Teamkader 2024          | Teamkader 2024    | Teamkader 2024         | Teamkader 2024                         |
| Name                    | Geburtsdatum      | Land                   | Vorheriges Team                        |
| ----------------------- | ----------------- | ---------------------- | -------------------------------------- |
| Sandra Alonso           | 19. August 1998   | Spanien                | Bizkaia-Durango (2021)                 |
| Katie Archibald         | 12. März 1994     | Vereinigtes Königreich | Wiggle High5 (2018)                    |
| Alice Maria Arzuffi     | 19. November 1994 | Italien                | Valcar-Travel & Service (2022)         |
| Laura Asencio           | 14. Mai 1998      | Frankreich             | DN Auvergne-Rhône Alpes (2018)         |
| Nina Berton             | 3. August 2001    | Luxemburg              | Andy Schleck-CP NVST-Immo Losch (2022) |
| Franziska Brauße        | 20. November 1998 | Deutschland            |                                        |
| Mylène de Zoete         | 3. Januar 1999    | Niederlande            | AG Insurance NXTG (2022)               |
| Lana Eberle             | 28. November 2003 | Deutschland            |                                        |
| Arianna Fidanza         | 6. Januar 1995    | Italien                | Team BikeExchange-Jayco (2022)         |
| Martina Fidanza         | 5. November 1999  | Italien                | Isolmant-Premac-Vittoria (2021)        |
| Marta Jaskulska         | 25. März 2000     | Polen                  | Liv Racing TeqFind (2023)              |
| Cédrine Kerbaol         | 15. Mai 2001      | Frankreich             | Cofidis (2022)                         |
| Marta Lach              | 26. Mai 1997      | Polen                  | CCC-Liv (2020)                         |
| Kathrin Schweinberger   | 29. Oktober 1996  | Österreich             | Doltcini-Van Eyck-Proximus (2021)      |
| Lea Lin Teutenberg      | 2. Juli 1999      | Deutschland            |                                        |
|                         |                   |                        |                                        |
| Quelle: ProCyclingStats |                   |                        |                                        |

## Siege
| Siege    | Siege                                  | Siege       | Siege  | Siege                 | Siege |
| Datum    | Rennen                                 | Staat       | Klasse | Siegerin              |       |
| -------- | -------------------------------------- | ----------- | ------ | --------------------- | ----- |
| 4. Feb.  | Vuelta a la Comunitat Valenciana       | Spanien     | 1.1    | Cédrine Kerbaol       |       |
| 15. Mär. | Tour de Normandie Féminin, 2. Etappe   | Frankreich  | 2.1    | Sandra Alonso         |       |
| 27. Apr. | Festival Elsy Jacobs à Garnich         | Luxemburg   | 1.2    | Marta Lach            |       |
| 28. Apr. | Festival Elsy Jacobs à Luxembourg      | Luxemburg   | 1.2    | Marta Lach            |       |
| 14. Mai  | Durango-Durango Emakumeen Saria        | Spanien     | 1.1    | Cédrine Kerbaol       |       |
| 20. Mai  | Grand Prix Mazda Schelkens             | Belgien     | 1.1    | Martina Fidanza       |       |
| 2. Jun.  | Dwars door de Westhoek                 | Belgien     | 1.1    | Kathrin Schweinberger |       |
| 26. Jun. | Lotto Thüringen Ladies Tour, 2. Etappe | Deutschland | 2.Pro  | Martina Fidanza       |       |
| 27. Jun. | Lotto Thüringen Ladies Tour, 3. Etappe | Deutschland | 2.Pro  | Martina Fidanza       |       |
| 30. Jun. | Lotto Thüringen Ladies Tour, 6. Etappe | Deutschland | 2.Pro  | Sandra Alonso         |       |

## UCI-Weltranglisten-Platzierungen
| UCI-Ranking | UCI-Ranking           | UCI-Ranking | UCI-Ranking |
| Fahrerin    | Fahrerin              | Land        | Punkte      |
| ----------- | --------------------- | ----------- | ----------- |
| 16.         | Marta Lach            | Polen       | 1588 P.     |
| 36.         | Kathrin Schweinberger | Österreich  | 1072.7 P.   |
| 59.         | Mylène de Zoete       | Niederlande | 732 P.      |
| 83.         | Sandra Alonso         | Spanien     | 535 P.      |
| 89.         | Marta Jaskulska       | Polen       | 478 P.      |
| 121.        | Martina Fidanza       | Italien     | 341 P.      |
| 158.        | Arianna Fidanza       | Italien     | 262 P.      |
| 167.        | Alice Maria Arzuffi   | Italien     | 247 P.      |
| 199.        | Nina Berton           | Luxemburg   | 202 P.      |
| 216.        | Franziska Brauße      | Deutschland | 191 P.      |
| 319.        | Laura Asencio         | Frankreich  | 114 P.      |
| 811.        | Lea Lin Teutenberg    | Deutschland | 27 P.       |
| 1332.       | Lana Eberle           | Deutschland | 3 P.        |